# 乾坤元宝朝
胡德文，又名朱波文，是1988年在湖南、湖北等地成立乾坤元宝朝秘密结社政权的创办人。

## 前期筹备
胡德文为湖南澧县盐井镇金桥村人，1952年出生，据家谱载，清代其祖上曾中过状元，官至湖南巡抚，胡家显赫一时，后与湖南土匪串通，欲谋反朝廷，被满门抄斩。胡家当时仅有一公子被湘西土匪保护起来，为胡家留下了香火。到中华人民共和国成立时，胡家已繁衍成了一大家。
胡德文天生聪敏机灵，与众不同。从小学到初中，学习一直是班上第一，在澧县立中学读初中时，作文曾获全校比赛第一。在胡德文考高中时，因刚好赶上文化大革命而失去求学机会。胡德文在同学们都忙着去批斗、去串联时，一个人悄悄躲在家里，整日研读祖上留下来的几百册线装古书。52卷的《本草纲目》曾通读了好几遍。胡德文还迷上了《周易》，并很快精通了六十四卦和三百八十四爻，并能熟练的占卜个人、自然和社会的变化。因通晓医道，能占会卜，胡德文在17岁时就成为了金桥村乃至盐井镇的知名人物，扬名澧县，甚至连周围一些县也有人慕名找他看病。一日，胡德文到梦溪镇三元村村民田培文家出诊，两人一见如故，谈得非常投机、默契。之后，两人便经常来往。1981年2月，胡德文与田培文结拜为兄弟。两人在喝结拜酒时，田培文对胡德文说他有一副天子相，今后能当跟过去皇帝一样大的官。从此，胡德文牢牢记住田培文的这几句话，当皇帝的想法便萌发出来。
1984年农历腊月，胡德文到位于湖北省公安县狮子口镇金星村农妇彭圣珍家去巡诊时，结识了在场的巫婆邓克珍（公安县章庄铺镇三星村人）。邓克珍向胡德文夸口说：“我是天上的菩萨下凡，我知天文地理，会写天文，看天书。我看你这个人不一般，脸上有一种仙气，你肯定是做大官的人，命中注定你当大官发大财”。胡德文当时虽然不太相信邓克珍所言，但对她对自己的看法非常重视，视如“护身符”。胡德文觉得邓克珍有特别之处。从此，两个人便来往起来。
1985年2月，通过邓克珍介绍，胡德文结识了居住在湖南省石门县杨坪乡姊妹村小鸡山山脚下自称“玉皇大帝女儿”的巫婆李子兰。李子兰见到胡德文装神弄鬼一番后指着胡德文说：“你本名叫朱波文，朱洪武转节下凡尘，天下人民遭劫难，要你当皇帝才太平”。又接着指邓克珍说：“你的本名张洪英，玉皇大帝的二女儿，洪福齐天当娘娘，要为朱波文育子孙”。从此，邓克珍成为胡德文的姘妇，后来怀孕。李子兰还送给胡德文一根茅草针，称“渡迷针”，说可避邪解难，指点迷津，并自信地对胡德文说，她可保佑他当皇帝。
1985年5月15日傍晚，胡德文带着邓克珍回到金桥村。其妻金莲花（亦作叶发燕）因激怒正在酒兴头上的胡德文而遭到胡德文打骂。胡德文打骂金莲花过后，借酒劲宣称他两年以后要当皇帝坐天下，索溪峪（位于湖南慈利县境内）蟒蛇洞里有他的龙衣蟒袍。现在天下人民面临着水、火、风、沙、瘟疫、饥饿、刀兵等劫难，人要死一半，只有建立乾坤元宝朝，才能拯救人民，达到天新地新历史新，建设共产主义新朝廷。只有参加他的朝廷就可活命，不参加就要全家死完。金莲花因害怕于5月16日清晨赶往澧县公安局汇报，胡德文发现金莲花不见了，情知不妙，急忙告别母亲，带邓克珍溜走。
1985年冬天，胡德文在湖北省公安县申津渡镇巡诊时，认识了胜利村自称为“仙人”的巫婆李红珍。两人第一次见面李红珍就激动地对胡德文说：“你有一副天子长相，是天下的主人。你是逢时生，运气好。现在天下人民有难，你要为人民排忧解难，做好事。天下最终是你的”。
胡德文起初对众巫婆们的说法懵懵懂懂，对众口一词地说自己有副天子长相的说法将信将疑。不过，胡德文很快地就相信了自己将要当皇帝的预言，认为自己与众不同，有福气，而且当皇帝也是指日可待的事。
1986年8月12日（农历七月七日），胡德文被湖北松滋县（今松滋市）街河市镇供销社职员李成发接到位于街河市镇曙光村的家中，奉若上宾。胡德文在李成发家中因事先算准下雨时机，佯装施法求雨成功，从而令李成发及围观的10多名男女老少一起跪下，高呼：“皇帝万岁”！胡德文借机宣称：“1988年为上元甲子，800里洞庭要绕道，世界上的人要死一半。谁对我忠诚，谁就可免刀兵之灾……”
在巡医结友的同时，胡德文专门阅读了历代野史，对朝代更迭、农民起义潜心研究，尤其是对明末兴起的洪门的兴趣浓厚，对其秘密结社方式尤为推崇。胡德文决定遍游全国山河，寻访名山圣地，结交天下贤达义士，图谋建朝称帝的大业。于是，1987年3月初，胡德文离开家乡，只身踏上漫游旅途。先后走访了武汉大学、武当山、少林寺、白马寺、五台山、瓦窑堡、南泥湾、天安门广场、明清故宫和毛主席纪念堂等场所，然后赶火车回到了湖南澧县。
在将近半年的漫游考察中，胡德文写下了数本日记，记录了上百个人的谈话。回到家后，没呆上几天，嫌家里来求医的人太多，影响他思考东西，便到位于湖北省公安县狮子口镇金星村的邓克珍家中，起草建朝称帝的有关文件，这些东西在他半年的巡游中已形成了大概。在1987年10月到11月的一个多月时间里，胡德文起草了洋洋几万字的《乾坤元宝朝朝纲》。12月初，胡德文指使结拜兄弟田培文去刻章、造剑。田培文本人书法篆刻就相当不错，他用胡德文的一些同党、主要是巫师、巫婆们捐资买来的10多公斤铜，雕刻了“七星定北斗”、“乾坤元宝朝国泰民安”、“中国乾坤元宝朝政协君人民政府”5颗大铜印。同时，胡德文还请人铸了两柄日月铜剑、剑鞘，其中一柄日月铜剑长1.2米，重2公斤。与此同时，胡德文还命令其同伙，巫婆李红珍，花800元钱请人雕刻了一枚“乾坤元宝龙虎玉印”，用的是上等青绿宝石，这枚玉印也是乾坤元宝朝的最高权力机关印章。
1988年元月，胡德文在田培文家召集邓克珍、李子兰、李红珍等巫婆、巫师开会，布置发展组织事宜，胡德文让他们用给人看风水、治病的机会，发展有经济实力、有地位的人员参加乾坤元宝朝。此后，胡德文及其同伙发展了包括湖南省慈利县岩泊渡镇山货个体经销商彭魁在内的多名暴发户，并且还在地方党政机关和公安干警中发展了5名成员，其中包括大庸市（今张家界市）文化馆干部李麒声、屈国东，大庸市公安局永定区派出所民警龚胜林，有澧县人大常委办公室干部林进堂，慈利县人民政府秘书科干部方仕杰。经过紧锣密鼓地拉拢利诱，截至1988年农历四月，胡德文及其同伙共发展成员48人，涉及湖南、湖北两省7地区、市、县，这批人成为乾坤元宝朝的基本力量。

## 正式成立
1988年农历四月下旬，中国乾坤元宝朝成立暨第一届代表大会在湖南省慈利县召开。彭魁家的大客厅，是这次大会的主会场。与会的13名代表也吃住在彭魁家。
大会在胡德文的主持下，在一天上午宣布开始，田培文受胡德文委托，宣读了《乾坤元宝朝朝纲》，这份由胡德文亲自起草的朝纲，经多次修改，由原来的12万字压缩到3万字。接着，胡德文做了“乾坤元宝朝三君总动员讲话”。胡德文在讲话中宣称乾坤元宝朝所进行的是改朝换代的斗争，是用“乾坤元宝朝元明君”取代中国共产党，是用“乾坤元宝朝政协君”代替中华人民共和国国务院，用“乾坤元宝朝救世人民军”代替中国人民解放军。胡德文还在讲话中宣称现在中华民族正在倍受凌辱，没有民主，没有自由，没有人权，没有幸福，没有前途，宣称“我们乾坤元宝不能再沉默了，要勇敢地站出来，承担起拯救中华民族的历史重任，这是时代的需要，历史的必然”。还宣称，“现在没有人承认我们是英雄，但时代将把我们造就成为英雄。乾坤元宝的事业是光辉的事业，是伟大的事业，是神圣的事业，是英雄的事业”。
当天中午，与会者在彭魁家的客厅吃便饭。稍事休息后开始讨论《乾坤元宝朝朝纲》和胡德文的“乾坤元宝三君总动员讲话”。下午的会议临近结束前，胡德文宣布乾坤元宝朝的官员安排。宣布以“北斗七星定乾坤”，“七星”是乾坤元宝朝的最高领导。胡德文、田培文、李子兰、邓如珍、彭魁、龚胜林被封为“七星”（暂缺一星）。胡德文封自己为君主，统率三军。田培文被封为丞相，李子兰被封为宰相，邓克珍被封为总秘书长，彭魁被封为“军政内务理事部代理部长”，龚胜林被封为军师兼总参谋长。胡德文还宣布，乾坤元宝朝待晚上宣誓就职后，正式全面开展工作。
当晚，乾坤元宝朝的宣誓就职仪式被安排在岩泊渡附近的澧水河的东南岸边一片微倾的空地上进行，场地内设置了一张八仙桌和一把太师椅，桌子和椅子全都用黄绸包裹着。随着胡德文等人的到来，5颗大铜印，1颗玉印和两柄日月铜剑分别被摆放在八仙桌两侧，胡德文背靠澧水，正对着北极星方向落座，其它人则分立桌子两侧。晚9时整，随着胡德文将一支蜡烛点燃，放置在胡德文面前，乾坤元宝朝的宣誓就职仪式正式开始。田培文口称“我宣布，中国乾坤元宝朝正式宣告成立。君主胡德文现在受印，宣誓就职”。胡德文遂自己给自己受印，从早以安排好顺序的6颗印中，双手拿起放在最前端的青绿玉印：“乾坤元宝龙虎玉印”。随后胡德文离开桌子，将玉印紧贴在左胸心房前，面朝北极星，缓缓双腿下跪。七磕头后，旁边的人将玉印收起来，他接过递上来的一小瓷碗白酒，用右手手指7次蘸酒，7次弹酒，向着澧水，向着北极星，然后将酒置于胸前，口称：“承蒙上苍慧眼，胡德文既为乾坤元宝朝的君主，当以中华民族的繁荣、昌盛、富强为最高准则，以乾坤元宝朝的长治久安，蒸蒸日上为毕生追求”。说完，胡德文双手擎酒碗，又七磕北极星，然后将酒一饮而尽。接着，田培文、李子兰、邓如珍、彭魁、龚胜林依次接受胡德文授予的铜印，并照胡德文那样对北极星发誓、磕头、干杯。宣誓就职仪式的最后一项是饮同心酒。胡德文带头，用嘴将自己左手中指咬破，将血滴入酒坛里，接着，田培文等人一次咬破手指滴血，完后，由胡德文将混合在一起的血酒分别倒入13只小瓷碗中，参加乾坤元宝朝成立大会及就职仪式的全部13人，共同干杯。
1988年农历五月中旬，乾坤元宝朝第二届代表大会在湖南省桑植县洪家关召开，这次会议上新吸收了10名成员，这次会议的会址，就是其中一个名叫邹庆才的新成员的家。邹庆才为洪家关的一个个体餐馆的老板，由其好友彭魁介绍。
在这个会议上，通过了几个文件和决议。胡德文在讲话中宣称：“乾坤元宝朝虽然正式宣告成立了，但力量还太弱。影响也太小，我们目前的工作头绪很多，也很乱，但必须有所突破，要做能打得响的事情，经研究，决定要做的事是先统一内部认识，即把各位的认识统一到『先安民，后执政』这个策略上。我们不能忙于执政，首先要打好基础，要取信于民。要取信于民，得让人民了解我们。所以宣传工作很重要，要把介绍、宣传工作作为全体人员的第一任务……”。
这次会议上通过的文件有《乾坤元宝朝三君总动员报告》、《乾坤元宝朝关于正确处理人民内部矛盾》、《乾坤元宝朝根本大法讲话》、《关于打击严重经济犯罪、巩固发展朝民经济》等。在这些文件里，胡德文等人批判党和国家领导人，指责中国的对外开放政策，宣称“现在的政府，逐渐变成了1949年以前的蒋介石的国民党和政府，共产党已经变质”，还宣称改革是“巧立名目的收刮民财”、“吸血吸髓坑害人民”，“中国社会主义搞得混乱不堪，国民经济被破坏，工业农业农业生产停滞不前，大量干部蜕化变质，贪污盗窃盛行，腐败堕落成风，国库空、黄金外流……激起人愁天怨，神州大地灾难四起”；蛊惑煽动群众“积极行动起来，在元明君的领导下，去清洗他们、打击他们、严惩他们、消灭他们，这是一场合天顺理的伟大正义斗争”。
1988年8月18日（农历七月七日），胡德文召集“七星”在彭魁家开会，讨论他和田培文共同起草的《乾坤元宝朝政协君组织建议》、《乾坤元宝朝关于领导方法的若干问题》、《收复名胜古迹十二条》、《乾坤元宝朝元明君章程》等文件。在这次会议上，还通过了《乾坤元宝朝朝歌》。由胡德文亲自作词，内容为：
|  | 大海航行靠舵手，万物生长靠太阳，雨露滋润苗禾壮，全中国人民靠的是元明君思想。鱼儿离不开水，瓜儿离不开秧，民主的乾坤元宝朝是不落的太阳。 |

同时，这次会议上还正式通过了《乾坤元宝朝根本大法草案》，草案共233条。其中《乾坤元宝朝朝歌》被写进了第107条。
1988年农历八月初，乾坤元宝朝“七星”成员在田培文家里开会，讨论通过了一些表格，如《元明君入君志愿书》、《君员履历表》、《申请书》、《谈话记录》、《各路人员报到花名册》等。这次会议还通过了几个决议，包括加快起草《乾坤元宝朝财政预算决定》、《乾坤元宝朝经济发展规划》的决议等。
1988年农历九月，乾坤元宝朝召开第四次领导会议，通过了《乾坤元宝朝救世人民军兵力分布的决定》、《乾坤元宝朝皇宫机构设置》等文件，讨论通过了乾坤元宝朝第三届全体代表大会的开幕词、闭幕词及会议议程。
为实施宣传乾坤元宝朝及扩大其影响的计划，由邹庆才出面，在桑植县洪家关承包了一个国营印刷厂，专门为乾坤元宝朝印制各种文件和传单。
1988年国庆节前夕，中共中央政治局、国务院等中央国家机关各部委几乎同时受到了以乾坤元宝朝的名义寄发的有关乾坤元宝朝的大量材料，许多领导纷纷批示，责成有关部门迅速调查乾坤元宝朝的真实情况。与此同时，湖南省委、省政府及有关部门也收到了由乾坤元宝朝寄发的大量材料。除此之外，乾坤元宝朝还分别给中国各大军区、各省市人民政府、检察院、法院、公安厅局、各重点高等院校等部门寄发了大量有关乾坤元宝朝的材料。还雇人在行驶的火车上、大街边、旅社内公开抛散传单。

## 覆灭
1988年10月11日晚上9时15分许，乾坤元宝朝成员从436次怀化开往襄樊（今襄阳）的列车窗口，向慈利县火车站抛散大量署名乾坤元宝朝的传单，车站派出所所长寿恩禄立即将此情况报告至常德市公安局，后又经常德市公安局电传报告至湖南省公安厅。常德市委要求当地公安机关限期破案，随后由常德市公安局副局长彭枚桃担任项目组组长，全权负责侦破工作。项目组通过对乾坤元宝朝传单内容的研究，由彭枚桃召开全区紧急电话会，通报：
|  | 这起反革命传单案涉及面广，需要全区各县市公安局通力协作。根据我们分析，这起案件系团伙作案，从执笔者来看，年龄在40岁以上，初中文化，从传单中使用的语言特征来看，属澧县与湖北交界的几县市的可能性大，所以，要以澧县为重点，与湖北松滋、石首、公安等县做好通联工作。要注意从以下5个方面发现可疑人物。…… |

澧县公安局立即成立了以副局长蒋宝庆为首的5人侦破项目组，在湖南、湖北两省交界的墟场村落中展开调查。
1988年10月19日，武汉市公安局在接获湖南省公安厅的传真通报后，局长艾汉金在传真通报回复：“请一处了解具体情况，提出侦破工作意见，主动与湖南省公安厅联系，共商破案计划”。随后由常德市公安局副局长彭枚桃，荆州地区公安处副处长张家慧为首的湖南、湖北两省在荆州成立联合侦破小组。制定了一个以荆州松滋县街河市镇为中心，分别向湖北公安县狮子口镇、湖南澧县、石门县、慈利县等县辐射的侦破方案。同日，案件侦破工作取得重大突破。侦查员们围绕松滋县街河市镇进行调查时，发现了重大嫌疑对象李成发，并迅速地在李成发的沙发椅子内发现了尚未散发的传单和乾坤元宝朝组织的人员名单。两省联合侦破组随即同时行动，一夜之间，抓获了主犯李成发、刘礼生、刘开银等人。随后不久警方又在位于石门县杨坪乡姊妹村小鸡山脚下的李子兰家中将李子兰与躲藏于此的胡德文一并抓获。乾坤元宝朝遂被当地公安机关查获取缔。
乾坤元宝朝成员随后全部被关押在位于澧县一个湖心小岛上的监狱内。胡德文后来在接受澧县公安局政保股长陈本金讯问时声称成立乾坤元宝朝就是为了解除人民的劫难，自己从不反党，从不反社会主义。所干的事是奉菩萨的旨意等。并在狱中装神弄鬼，抗拒审讯，后事不详。